# Madis Mihkels
Madis Mihkels (Tartu, 31 mei 2003) is een Estisch veldrijder en wielrenner. Anno 2025 rijdt hij voor EF Education-EasyPost. Hij werd in 2021 Estisch kampioen bij de junioren in het tijdrijden en op de weg. In 2024 werd hij derde in het Europees kampioenschap op de weg, na Tim Merlier en Olav Kooij.

## Overwinningen

### Weg
2021
 Estisch kampioen op de weg, junioren
 Estisch kampioen tijdrijden, junioren
1e etappe (deel A en B) One Belt One Road Nation's Cup Hungary
 Wereldkampioenschap op de weg, junioren
2022
1e etappe Ronde van Estland
Jongerenklassement Ronde van Estland
2023
3e etappe Ronde van Duitsland
2024
 Europees kampioenschap op de weg, elite
2025
 Estisch kampioen op de weg, elite

#### Resultaten in voornaamste wedstrijden
| Jaar | Ronde van Italië | Ronde van Frankrijk | Ronde van Spanje |
| ---- | ---------------- | ------------------- | ---------------- |
| 2023 |                  |                     |                  |
| 2024 | 112e             |                     |                  |
| 2025 |                  |                     |                  |

| Jaar | Milaan-San Remo | Gent-Wevelgem | Parijs-Roubaix | Classic Brugge-De Panne | Scheldeprijs |  | WK op de weg |
| ---- | --------------- | ------------- | -------------- | ----------------------- | ------------ |  | ------------ |
| 2023 |                 |               | 114e           |                         | 20e          |  |              |
| 2024 |                 | 39e           | 10e            | 42e                     | 9e           |  | opgave       |
| 2025 | 66e             | 14e           | 14e            | ↑                       |              |  |              |

### Veldrijden
2019
 Estisch kampioen veldrijden, junioren
2020
 Estisch kampioen veldrijden, junioren

#### Resultatentabel elite
| Seizoen |    | WK | EK | PK |    | Klassementen | Klassementen | Klassementen | Klassementen | Klassementen |       | UCI- ranking |  | Podia | Podia | Podia | Aantal crossen |
| Seizoen | WB | WK | EK | PK | SP | Trofee       | TOI          | Swiss        | Goud         | Zilver       | Brons | UCI- ranking |  |       |       |       | Aantal crossen |
| ------- | -- | -- | -- | -- | -- | ------------ | ------------ | ------------ | ------------ | ------------ | ----- | ------------ |  | ----- | ----- | ----- | -------------- |
| 2024-25 |    |    |    |    |    |              |              |              |              |              |       |              |  | 1     | -     | -     | 1              |
| Totaal  |    | –  | –  | -  |    | –            | –            | –            | –            | –            |       | –            |  | 1     | -     | -     | 1              |

#### Podiumplaatsen elite
| Legenda                       |
| ----------------------------- |
| Wereldkampioenschappen        |
| Continentale kampioenschappen |
| Nationale kampioenschappen    |
| Wereldbeker                   |
| Superprestige                 |
| Trofee                        |
| Overige veldritten            |

| Nr.           | Seizoen       | Datum           | Veldrit                              | Cat.          | Wedstrijdserie                |               |
| Overwinningen | Overwinningen | Overwinningen   | Overwinningen                        | Overwinningen | Overwinningen                 | Overwinningen |
| ------------- | ------------- | --------------- | ------------------------------------ | ------------- | ----------------------------- | ------------- |
| 1.            | 2024-2025     | 26 oktober 2024 | Ests Kampioenschap Veldrijden, Tartu | CN            | Ests Kampioenschap Veldrijden | [ 1 ] [ 2 ]   |
| 2e plaatsen   |               |                 |                                      |               |                               |               |
| 3e plaatsen   |               |                 |                                      |               |                               |               |

## Ploegen
- 2022 –  Team Ampler-Tartu2024
- 2022 –  Intermarché-Wanty-Gobert Matériaux (per 1 augustus)
- 2023 –  Intermarché-Circus-Wanty
- 2024 –  Intermarché-Wanty
- 2025 –  EF Education-EasyPost

Bakelants · Bystrøm · Claeys · De Gendt · Delacroix · Devriendt · Girmay · Goossens · Hermans · Hirt · Huys · Johansen · Kristoff · Meintjes · Page · Pasqualon · Peák · Petilli · Petit · Planckaert ·  Pozzovivo(vanaf 14/2) · Rota · Taaramäe · Thijssen · van der Hoorn · van Kessel · Van Melsen · van Poppel · Vliegen · Zimmermann · De Pooter (stagiair) · Mihkels (stagiair)
Bonifazio · Bystrøm · Calmejane · Costa · De Gendt · De Pooter · Girmay · Goossens · Herregodts · Huys · Johansen · Marit · Meintjes · Mihkels · Page · Paquot · Petilli · Petit · Planckaert · Rex · Rota · Smith · Taaramäe · Teunissen · Thijssen · van der Hoorn · van Poppel · Vliegen · Zimmermann
Braet · Busatto · Calmejane · Colleoni · De Pooter · Faure Prost · Girmay · Goossens · Herregodts · Kuypers(vanaf 4/4) · Marit · Meintjes · Mihkels · Page · Paquot · Petilli · Petit · Planckaert · Rex · Rota · Smith · Taaramäe · Teunissen · Thijssen · van der Hoorn · Van Hoecke · van Poppel · van Sintmaartensdijk · Zimmermann · Dolven(stagiair)